# ダニエル・ミラー (バスケットボール)
ダニエル・ミラー（Daniel Miller, 1991年7月1日 - ）は、アメリカ合衆国の元プロバスケットボール選手。コロラド州デンバー出身。現役時代のポジションはセンター。

## 大学時代
NBA選手を多数輩出しているジョージア工科大学出身。大学4年間で平均8.0ポイント、6.5リバウンド、1.5アシスト、1.0スチール、2.3ブロックを記録。その他に、2・3年時にはACCカンファレンスのオールディフェンシブチームに選出。2013-14シーズンにはACCカンファレンスのサードチームにも選出された。
主にディフェンス面で活躍し、前述のオールディフェンシブに加え、チーム歴代8位の821リバウンドと、チーム歴代2位の286ブロックを記録。特にブロックショットはACCカンファレンスの歴代トップ5の記録である。

## プロキャリア
大学卒業後の2014年、ワシントン・ウィザーズの一員としてNBAサマーリーグに参戦。しかし、NBAチームとの契約までには至らなかった。
その後、欧州・オセアニアを経て、2016年にレバンガ北海道に加入。守備に加え、走力のあるセンターとして活躍し、平均13.8得点を記録。前半戦最下位に低迷していたチームを4位にまで導いた。
2017年も北海道でプレー。前半戦は、得点力に秀でたマーク・トラソリーニの加入もあり、ベンチからの出場が多かった。しかし後半戦からスターターとしての出場が多くなり、結果的にはチームの2年連続の残留に大きく貢献。
シーズン終了後、契約満了により退団。
2018年よりB2の仙台でプレー。攻守の要として貢献し、B.LEAGUE開幕以降低迷していたチームの躍進させた。特に2019シーズンはスリーポイントを4本成功させるなどの活躍を収め、B2東地区優勝に貢献した。
2020年6月、仙台との契約を更新。センターの選手としては最多在籍年数タイの3季目に突入。2020-21シーズンは1.4ブロックを記録し、ブロック王を受賞。チームのB2リーグ4位に貢献。チームのB2リーグ4位に貢献。シーズン終了後、北海道への復帰が発表された。
2022年7月14日、西宮ストークスへの加入が発表された。しかし、契約締結後に現役引退の申し出を行い、8月30日に双方合意の上で契約を解除し現役を引退した。

## その他
大学のチームメイトに、元NBA・ミネソタ・ティンバーウルブズのマーカス・ジョージ・ハントがいた。また元島根のロバート・カーターともチームメイトだった（カーターはその後、メリーランド大学へ転校）。